# Bellsund (fjord)

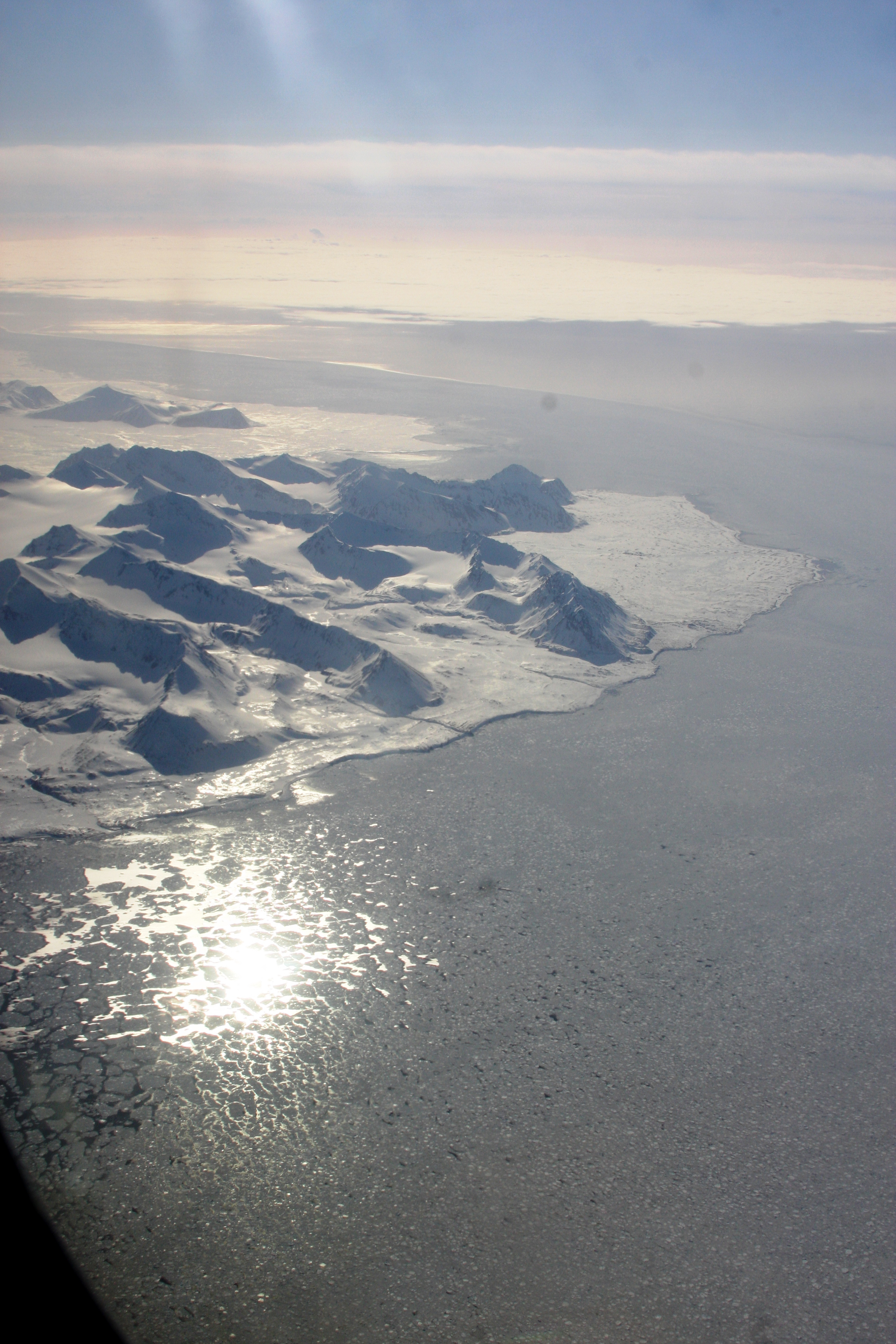
Bellsund 2011.

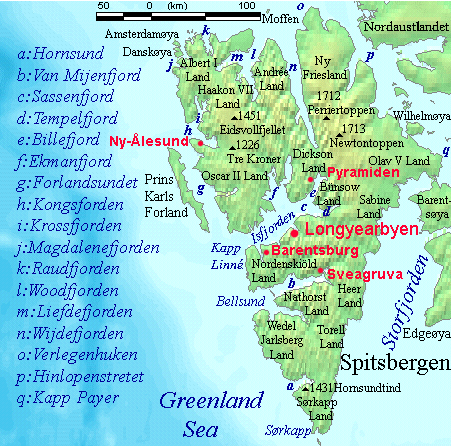
Bellsund på västra sidan av Spetsbergen.

Bellsund är en fjord på västra sidan av Spetsbergen, söder om Isfjorden. Bellsund övergår i öster i Van Mijenfjorden, på norra sidan av den senare ligger Sveagruvan.
Bellsund har fått sitt namn efter ett klockformat berg, Klokkefjellet (Klockberget), på södra sidan av fjordens mynning.